# Ankdammen (bok)
Ankdammen är titeln på en satirisk debattbok författad av Ian Wachtmeister och utgiven av Timbro 1988. Boken utgavs med illustrationer av Margareta Bergner Samuelsson.
Ankdammens olika kapitel handlar om olika företeelser där Wachtmeister var missnöjd med 1980-talets svenska politik och samhälle. Det var den första bok som Wachtmeister gav ut, och han följde 1990 upp den med Elefanterna.